# Pla de les Bruixes (Esparreguera)
El Pla de les Bruixes és una muntanya de 396 metres que es troba al municipi d'Esparreguera, a la comarca del Baix Llobregat.